# Дзасики-вараси
Дзасики-вараси (яп. 座敷童/座敷童子) или дзасики-бокко (座敷ぼっこ — «греющийся в гостиной») — в японском фольклоре — домовой дух, ёкай, происходящий из префектуры Иватэ. По функциям близок русскому домовому.

## Описание
Согласно поверьям, этого духа можно найти в больших старых домах, которые поддерживаются в хорошем состоянии. Жителей дома, в котором обитает дзасики-вараси, ждёт удача, если же дух по каким-то причинам покидает дом, то тот скоро придёт в упадок. Для привлечения и удержания в доме дзасики-вараси его нужно ценить и заботиться о нём, но слишком много внимания может его отпугнуть. Дзасики-вараси имеет подстриженные волосы, румяное лицо и является по складу характера ребёнком, с виду лет 5-6, так же, как настоящий ребёнок, склонен к безвредным шалостям, которые иногда приводят к неприятностям. Он может, например, сесть на футон, где спит гость, перевернуть подушки или стать причиной звуков, похожих на музыку кагура, слышащуюся из комнат, которыми никто не пользуется. Иногда он оставляет отпечатки маленьких ступней в пепле. Существуют различные версии относительно того, кто может увидеть дзасики-вараси. Обычно эта возможность ограничивается постоянными жильцами или только детьми.

## Этимология
Имя духа составлено из двух частей: «дзасики» — «гостиная» или комната, в которой на полу разложены татами, и «вараси», архаичный термин, означающий ребёнка, который, в частности, используется на северо-востоке Японии.
Ёкаи, похожие на дзасики-вараси, в других частях Японии называются макурагаэси в префектуре Исикава, акасягума или кура-бокко в префектуре Токусима и акасягума, живущий в храме Котохира.

## Интересные факты
Отель «Рёкуфусо» в Киндаити-онсэне, который прославился будто бы живущим в нём дзасики-вараси, сгорел дотла в ночь на 5 октября 2009 года.

## Дзасики-вараси в культуре и искусстве
В японской манге и аниме сериале «Хладнокровный Ходзуки» дзасики-вараси, река Сандзу и весь японский ад представлены в карикатурно-комедийном свете. Манга и аниме были представлены в разное время в еженедельных десятках лучших бестселлеров в их соответствующих медиа. В 2012 году она была одной из 15 манг, номинированных на 5-ю премию Манга тайсё, и была выбрана жюри на 16 Japan Media Arts Festival. Эта манга была номинирована на 38-ю премия манги Коданся, и занимает пятое место на «Книга года» Media Factory в 2014 году.